# Victoria Deutschmann
Victoria Deutschmann (* 1975 in Berlin) ist eine deutsche Schauspielerin.

## Leben
Deutschmann genoss zunächst eine Ausbildung beim Dramatiker Rolf Kemnitzer und nahm Unterricht in Gesang und Sprecherziehung. Nach mehreren Theaterverpflichtungen trat die in Berlin lebende Schauspielerin in Kurzfilmen der Deutschen Film- und Fernsehakademie auf. Sie arbeitete danach mit Regisseuren wie Dani Levy und Marco Kreuzpaintner. Deutschmann wirkte 2002 in der ProSieben-Produktion Alles getürkt! von Yasemin Şamdereli mit und hatte Gastauftritte in einigen deutschen Fernsehserien, u. a. in Unser Charly (2004), In aller Freundschaft (2006) und SOKO Leipzig (2009). Mit Narren, einem Drama von Regisseur Tom Schreiber, war Victoria Deutschmann auf der Berlinale 2003 in der Perspektive Deutsches Kino zu sehen.

## Filmografie
- 1999: Soulfinger
- 2002: Alles getürkt!
- 2002: Boy meets girlS
- 2003: Ganz und gar
- 2003: Narren
- 2004: Alles auf Zucker!
- 2007: Lumen
- 2009: Sprit
- 2009: 66/67 – Fairplay war gestern
- 2012: Das Geheimnis der Päpstin (Doku)
- 2013: Papa auf Probe
- 2014: Die letzten Millionen – Wenn das Altenheim im Lotto gewinnt
- 2017: SOKO Stuttgart: Blinde Wut